# Luyères
Luyères is een gemeente in het Franse departement Aube (regio Grand Est) en telt 433 inwoners (2005). De plaats maakt deel uit van het arrondissement Troyes.

## Geografie
De oppervlakte van Luyères bedraagt 17,4 km², de bevolkingsdichtheid is 24,9 inwoners per km².
De onderstaande kaart toont de ligging van Luyères met de belangrijkste infrastructuur en aangrenzende gemeenten.

## Demografie
Onderstaande figuur toont het verloop van het inwonertal (bron: INSEE-tellingen).

Vanwege een beveiligingsprobleem met de MediaWiki Graph-software is het momenteel niet mogelijk deze grafiek weer te geven. Zodra de software is bijgewerkt zal de grafiek vanzelf weer zichtbaar worden.

## Sint-Julianuskerk
De Sint-Julianus parochiekerk (église Saint-Julien) dateert uit het begin van de 16de eeuw en is sinds 1958 als monument beschermd (classé monument historique). De kerk bevat talrijke kunstwerken – voornamelijk beeldhouwwerken – die zorgvuldig gerestaureerd werden en eveneens als erfgoed beschermd zijn. Een opvallend element in het interieur is het eikenhouten doksaal uit 1552, dat zich nu achteraan in de kerk bevindt; het is een van de weinige bewaarde 16de-eeuwse doksalen in de Champagne. Een aantal brandglasramen dateert eveneens uit de 16de eeuw; de overige zijn 20ste-eeuws, maar zodanig ontworpen dat ze harmoniëren met de historische glasramen. 

## Externe links

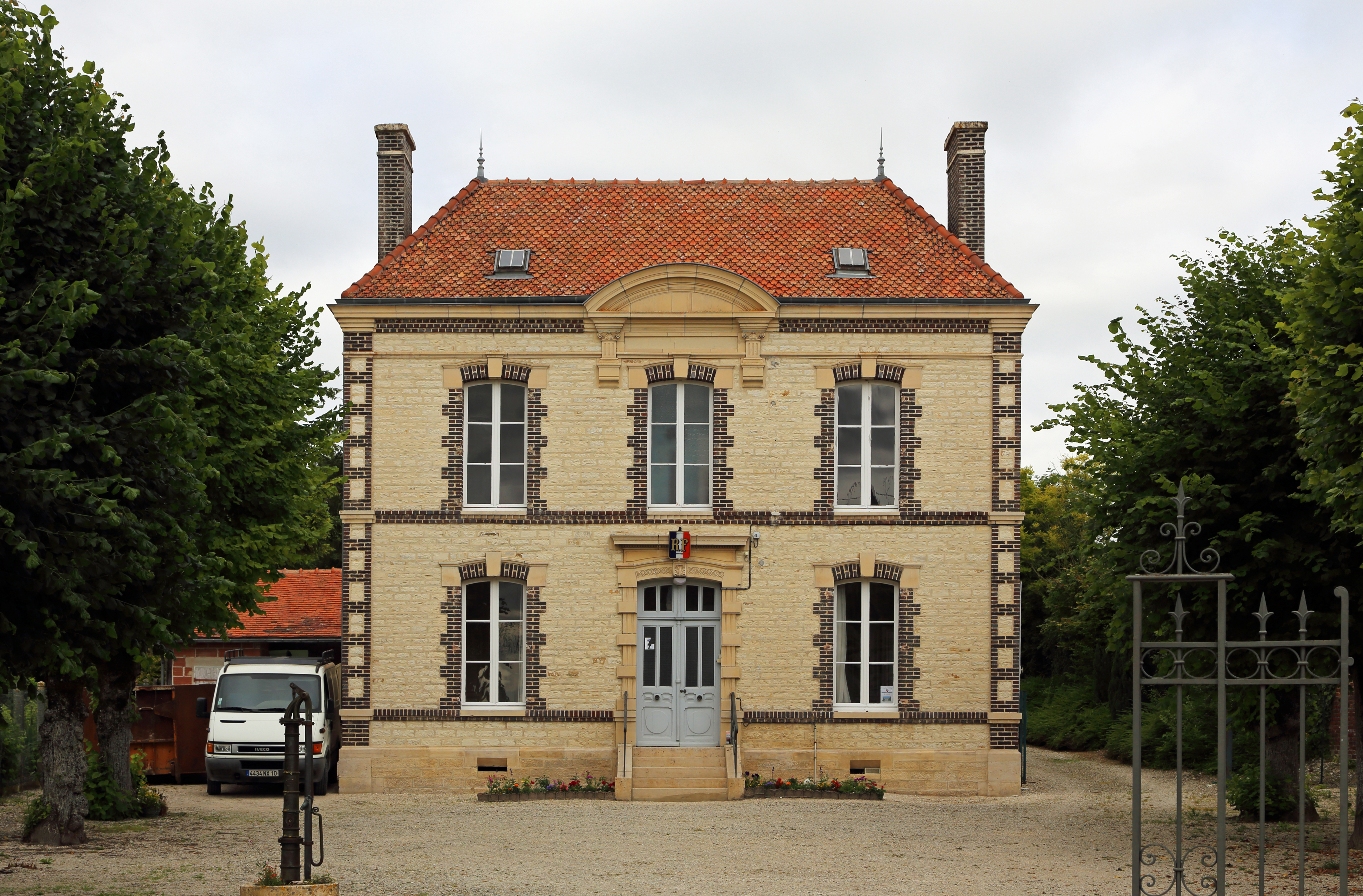
Gemeentehuis (mairie) van Luyères
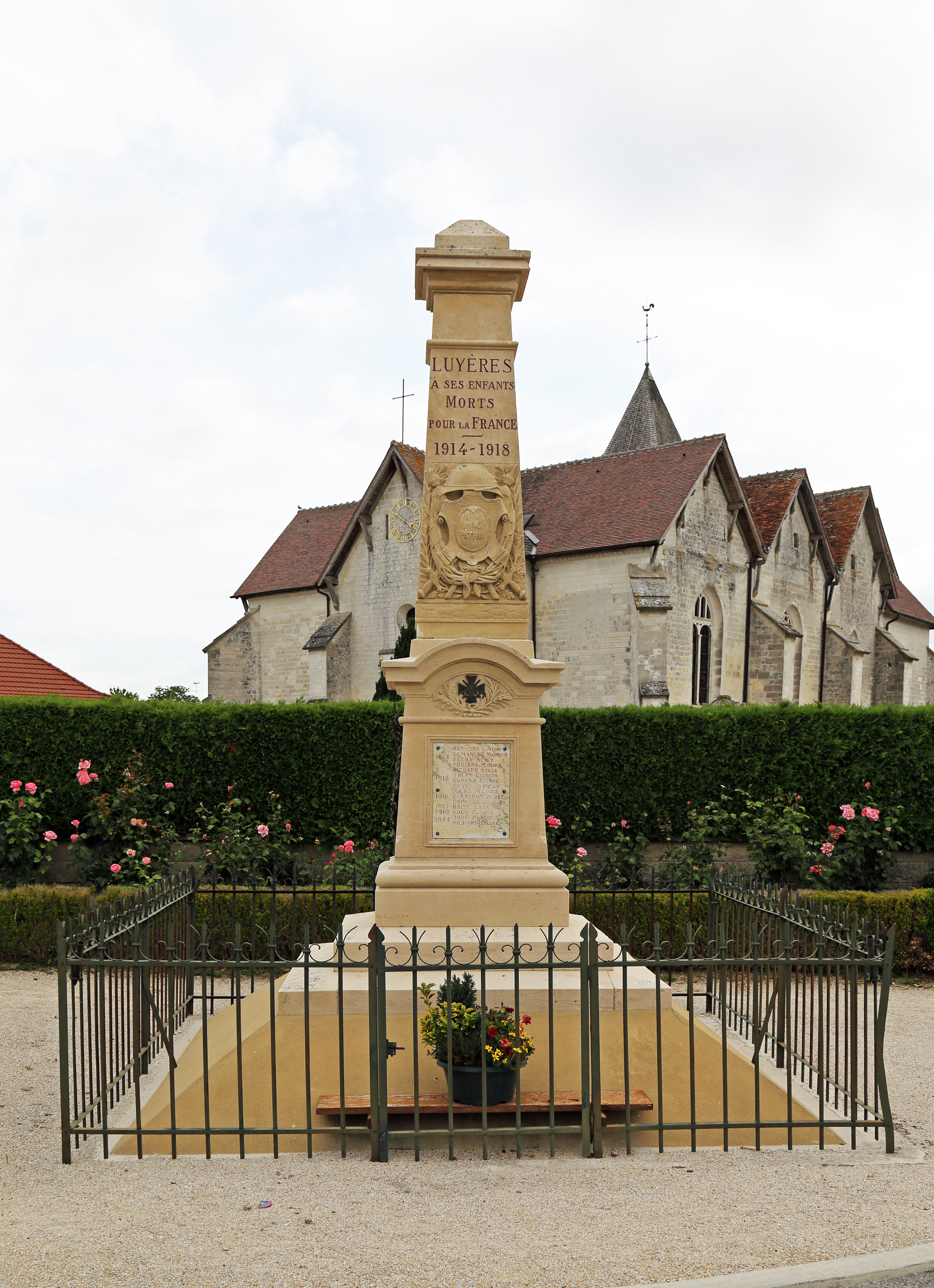
Oorlogsgedenkteken
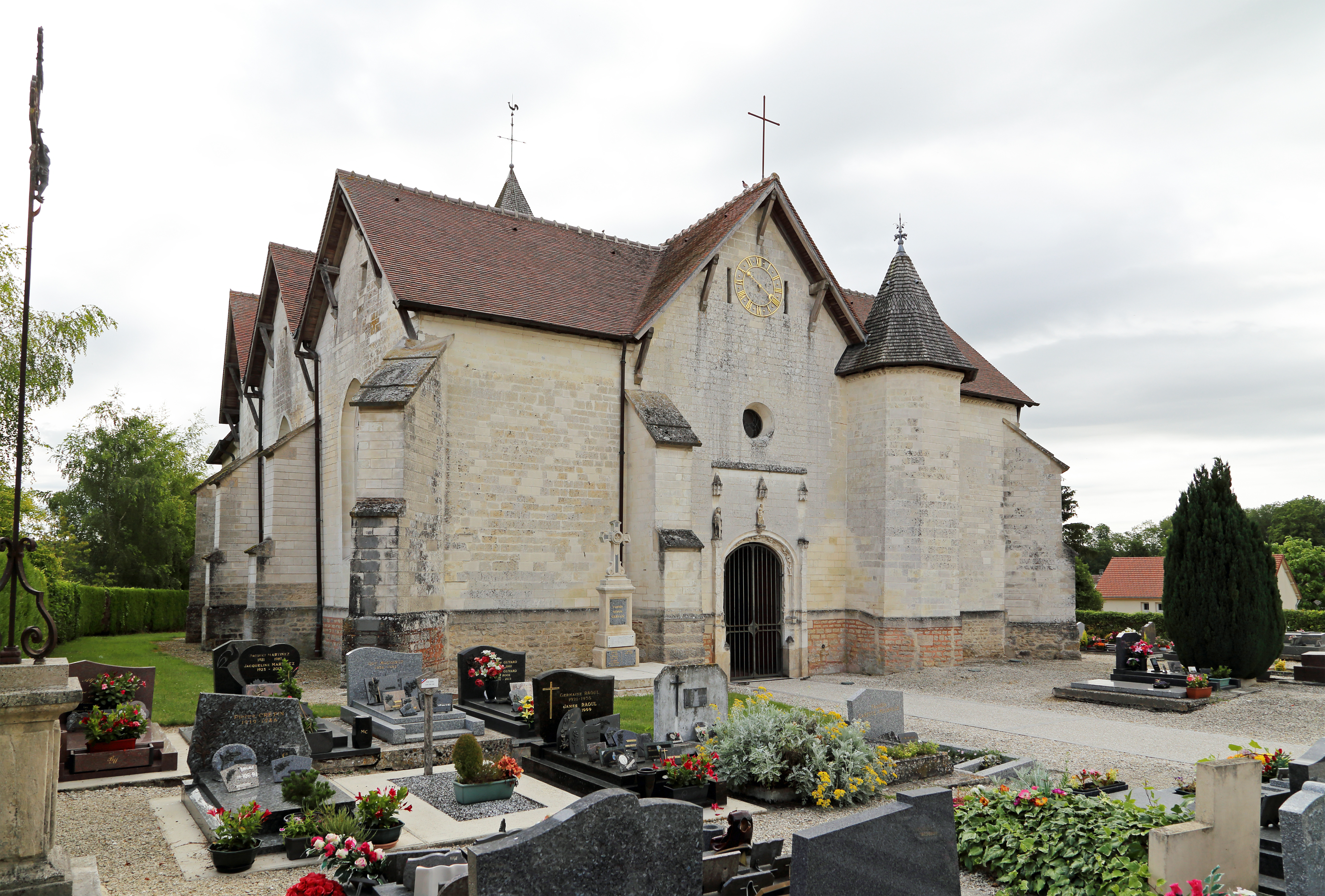
De Sint-Julianuskerk van Luyères is een beschermd monument
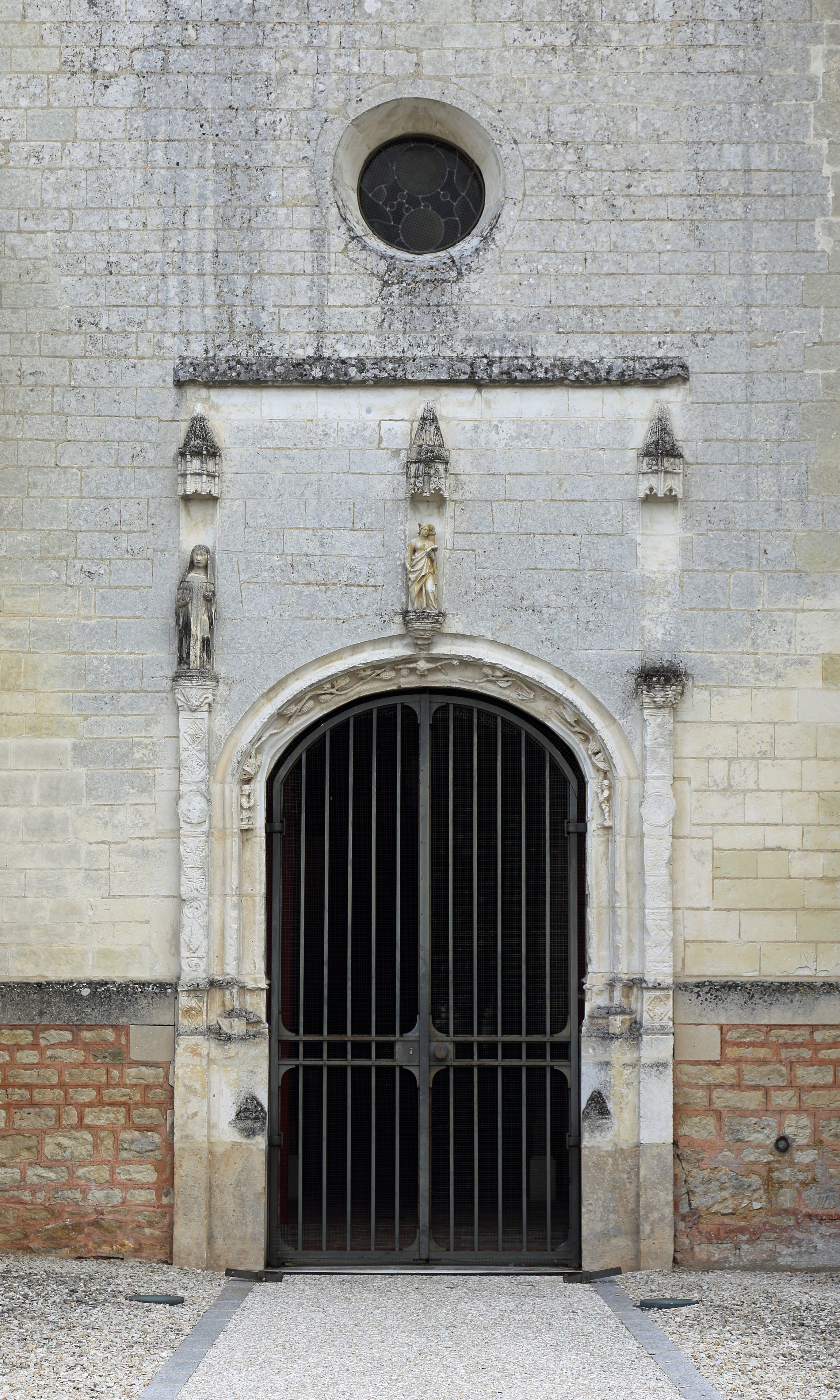
Westportaal van de kerk
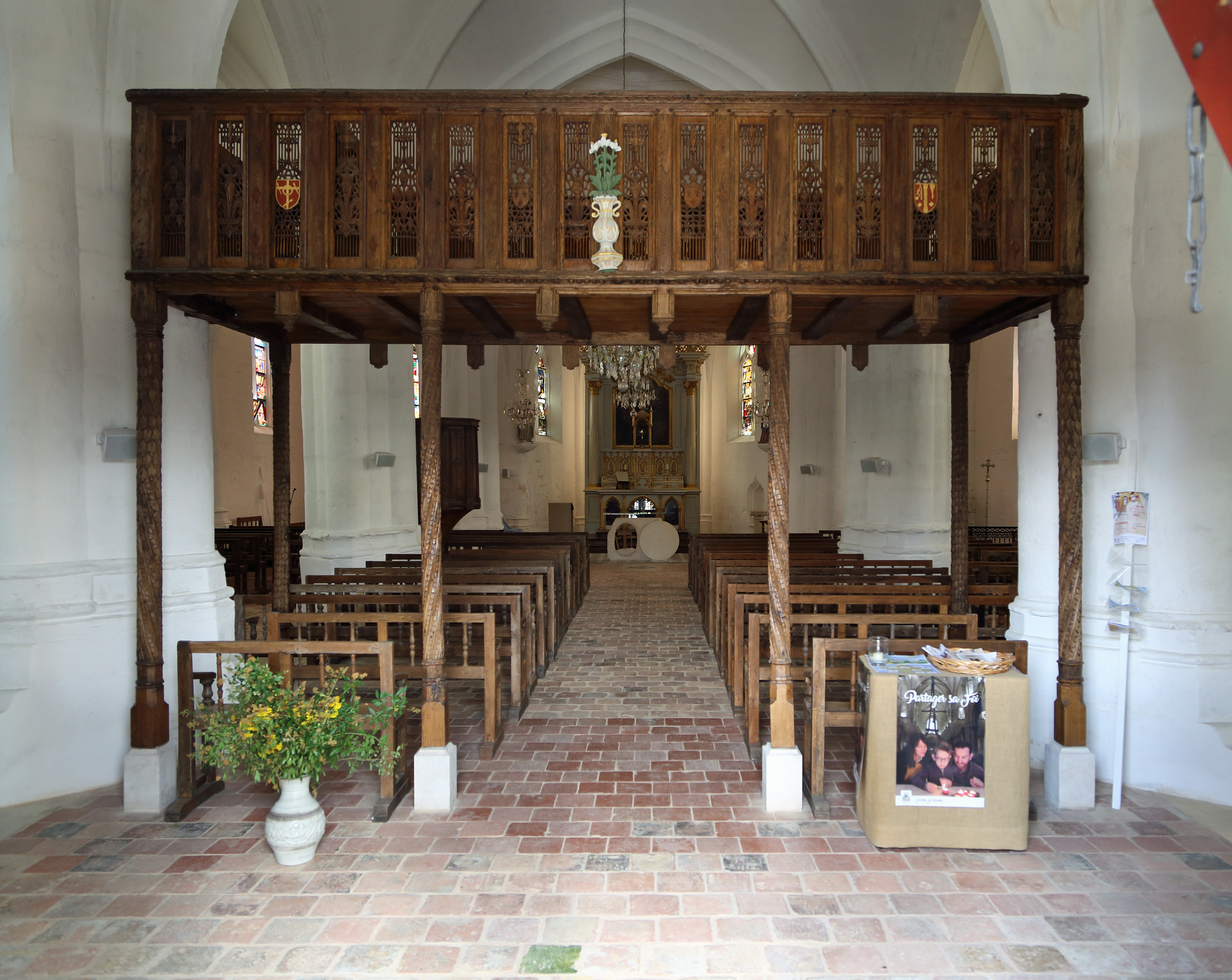
Interieur van de kerk, met het doksaal op de voorgrond